# Max von Stephanitz
Max von Stephanitz, rodným jménem Max Emil Friedrich von Stephanitz (30. prosince 1864, Drážďany, Saské království – 22. dubna 1936, Drážďany, nacistické Německo) byl německý chovatel psů a popularizátor německých ovčáků: plemene, které prakticky vytvořil v takové podobě, v jaké je známé v současnosti. Založil chovatelský spolek Verein für Deutsche Schäferhunde.

## Život
Max von Stephanitz se narodil 30. prosince 1864 do rodiny z nižší šlechty. Na přání své rodiny se dal na vojenskou dráhu a vypracoval se až na jízdního důstojníka. Během své práce se setkal i s ovčáckými psy, kteří ho zaujali svojí pracovitostí. Krátce studoval i veterinu v Berlíně, kde získal základní poznatky o anatomii a biologii psů, což pak využil i ve svém šlechtitelském programu.
V 90. letech 19. století koupil pozemek nedaleko obce Grafrath v Bavorsku, kde začal s chovem psů. Hledal vhodné pracovní psy pro založení nové linie, až jej 8. dubna 1899 na výstavě psů ve Frankfurtu jeho spolupracovník Arthur Meyer upozornil na tříletého ovčáckého psa Hektora Linkersheima. Byl to krátkosrstý vlkošedý pes se vztyčenýma ušima a asi 60 cm v kohoutku. Von Stephanitz ho koupil a přejmenoval jej na Horanda von Grafrath.
Ještě v dubnu s Meyerem a dvanácti dalšími nadšenci založili spolek Der Verein für Deutsche Schäferhunde (česky Klub německých ovčáků, zkratkou uváděn i jako SV) se sídlem ve Wandsbecku u Hamburku. Von Stephanitz se stal prezidentem klubu a vznikla i plemenná kniha, do které byl jako první zapsán Horand von Grafrath. Cílem spolku bylo vytvořit čistě pracovní ovčácké plemeno se silným ochranářským instinktem. V září s Meyerem vytvořili první standard německého ovčáka, který byl poté schválen klubem.
Horand, jakožto dokonalý představitel plemene, byl dále křížen s podobnými fenami. Celkově byl otcem 53 vrhů. Von Stephanitz využil příbuzenskou plemenitbu, protože křížení s jinými plemeny se mu nezdálo vhodné. Tento přístup ale také, mimo jiné, vedl k četným zdravotním problémům, které plemeno sužují.
V roce 1901 vydal knihu Der deutsche Schäferhund in Wort und Bild.
Max von Stephanitz zemřel v roce 1936 v Drážďanech a byl pohřben na zdejším hřbitově Trinitatisfriedhof. Prezidentem SV byl až do své smrti. Následující dva roky probíhalo další zušlechťování německých ovčáků, především jejich exteriéru, což ale vedlo k příliš dlouhé zádi a krátkým končetinám. Plemeno přestalo být primárně pracovní a všimla si toho i von Stephanitzova dcera Berta, která německým chovatelům napsala otevřený dopis, v němž nabádala k navrácení se ke kořenům chovu.

## V kultuře
O něm a psu Horandovi pojednává epizoda „Pes" televizního seriálu Dobrodružství kriminalistiky režiséra Antonína Moskalyka. Maxe von Stephanitze v tomto díle ztvárnil Stanislav Zindulka.